# Vazquez Sounds
Vázquez Sounds este un trio format din frații Abelardo, Gustavo și Angela Vázquez (cu vârstele de 19, 17, respectiv 14 ani), născuți în orașul Mexicali, Baja California, in Mexic. Sunt cunoscuți pentru cover-ul melodiei "Rolling in the Deep", cântată de Adele, cover ce a avut 163 de milioane de vizualizări, devenind repede un fenomen pe internet, și difuzări la televiziunea spaniolă sau alte posturi precum CNN en Español,VH1 sau Good Morning America.

## Cariera
Abelardo, Gustavo și Angela Vázquez sunt copiii producătorului muzical Abelardo Vázquez, care a lucrat cu formații mexicane ca Reik, Nikki Clan și Camila. Vázquez Sounds uses their father's recording studio to record and edit their music.
Vázquez Sounds a lansat coverul single-ului lor pentru piesa "Rolling in the Deep" de Adele pe 10 noiembrie 2011 pe YouTube. Single-ul a ajuns pe poziția a șaptea în Mexican Top 100 Chart, și a fost certificat cu platină de către AMPROFON. Pe 12 decembrie 2011 a fost anunțat că trioul a semnat cu Sony Music. El și-au lansat cel de-al doilea lor single, "All I Want for Christmas Is You", pe 13 decembrie 2011. Pe 17 ianuarie 2012, ei au lansat un cover la piesa "Forget You" de Cee Lo Green.

## Membrii formației
Trioul formează formația conform următorului aranjament:
- Abelardo Vázquez  – chitară, chitară bas, pian, armonică
- Gustavo Vázquez  – baterie, chitară
- Angela Vázquez  – vocal, clape

## Discografie
| An   | Album                                                                              | Poziții în topuri |
| ---- | ---------------------------------------------------------------------------------- | ----------------- |
| 2012 | Vázquez Sounds - Lansat: 2012 - Format: CD + DVD - Label: Sony Music Latinoamérica | Mexic: 4          |

## Single-uri
- 2011: "Rolling In The Deep" (by Adele)
- 2011: "All I Want for Christmas Is You" (by Mariah Carey)
- 2012: "Forget You" (by Cee-Lo Green)
- 2012: "The Show» (by Lenka)
- 2012: "I Want You Back" (by The Jackson Five)
- 2012: "Let It Be" (by The Beatles)
- 2012: "Skyscraper" (by Demi Lovato)
- 2013: "Time After Time"  (by Cyndi Lauper)
- 2013: "Next To Me"  (by Emeli Sandé)
- 2013: "Complicated"  (by Avril Lavigne)

## Alte cântece
- 2012: "Gracias a ti" (Teleton anthem)
- 2012: "La Separación" (Tinkerbell)
- 2013: "Blowin' In The Wind" (By Bob Dylan, covered for the ONE.org Campaign)
- 2013: "I Love Rock N' Roll" (By Joan Jett, back to school campaign by Coppel)[13]

## Videografie
- 2011: Rolling In The Deep
- 2011: All I Want For Christmas Is You
- 2012: Forget You
- 2012: The Show
- 2012: I Want You Back
- 2012: Let It Be
- 2012: Skyscraper
- 2013: Time After Time
- 2013: Next To Me
- 2013: Blowin' In The Wind
- 2013: I Love Rock N' Roll
- 2013: Complicated